# Limpotte
 Der er for få eller ingen kildehenvisninger i denne artikel, hvilket er et problem. Du kan hjælpe ved at angive troværdige kilder til de påstande, som fremføres i artiklen.

En limpotte er en beholder, oftest af jern, hvori snedkerlim opvarmes. Limpotten består af en ydre, vandfyldt beholder (varmelim tåler ikke at komme over kogepunktet) og en indre, emaljeret potte, hvori den opløste lim ligger. Den ydre vandfyldte gryde holder endvidere limen varm nogen tid efter, at den er taget af limovnen. Den indre potte er emaljeret, da varmelim heller ikke tåler at komme i forbindelse med jern. Af den grund har der tidligere været fremstillet limpotter af bly eller kobber.
Sådanne er set i Den Gamle By i Århus; den ene fra 1845 er ornamenteret med billeder af værktøj (4121/10286), den anden er fra 1795.
På visse limovne fandtes på siden en vandgryde, hvori kunne sættes limpotte(r). En sådan gryde kaldes limkoger.

## Andre udformninger
Moderne limpotter kan være elektrisk opvarmede eller varmes af en spritflamme.